# SACMI
SACMI è una azienda di progettazione e fornitura di soluzioni per l’impiantistica industriale nei settori della ceramica.
La capogruppo, SACMI Imola, è stata fondata nel 1919, per iniziativa di 9 giovani tra meccanici e fabbri.
Nel 2024, il Gruppo SACMI sviluppa un fatturato di 1,728 miliardi di euro, con oltre 4.700 dipendenti nel mondo, 70 società di produzione, distribuzione e servizio in 25 Paesi.

## Storia

### Fondazione

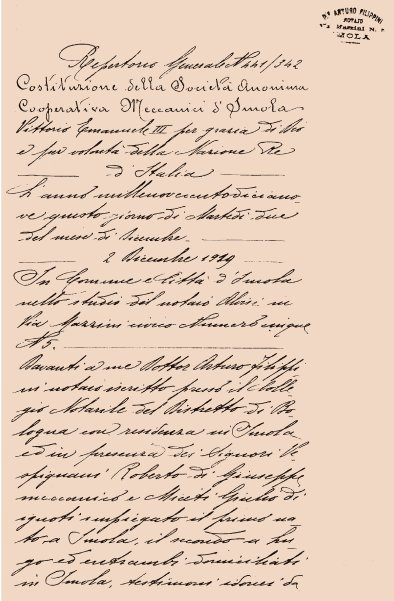
Atto di fondazione dell'azienda

Nell'immediato dopoguerra tutto il paese si trova in una situazione caratterizzata da una grave disoccupazione e da forti disagi economici e sociali.
Il 2 dicembre del 1919 nove giovani meccanici e fabbri decidono di associarsi e di costituire in forma cooperativa una piccola officina dedita a lavori di riparazione di "locomobili, trebbiatrici e macchine agricole e vinicole".
La loro sede è situata a Imola, in via Manfredi, all'interno di una vecchia palestra che il comune ha affittato loro per 500 lire annue.
Con un capitale sociale che ammonta a lire 5000, nasce la SACMI (Società Anonima Cooperativa Meccanici Imolesi). Questi i nomi dei soci fondatori: Luigi Santandrea, Filippo Gamberini, Tiepolo Castaldi, Paolo Nonni, Giovanni Bartoli, Guido Selvatici, Vincenzo Franceschelli, Aldo Galassi, Armando Panari.

### Gli inizi
La riparazione delle macchine agricole e delle attrezzature meccaniche si estende anche in altre città della Romagna e presso le amministrazioni ospedaliere di Imola. Vennero assunti alcuni apprendisti e il numero di soci fu portato a 13. Nel 1924 il capitale sociale era di 19.500 lire.
|  |

Il fascismo intanto giunge al potere e nel 1925 il comune di Imola, ora in mano ai fascisti, annulla la concessione di affitto sfrattando l'officina. Il colpo fu durissimo. Venne in aiuto la Cooperativa Ceramica di Imola che propose alla SACMI la sua vecchia sede di viale Crispi. Qui la SACMI rimase fino al 1948 ed ebbe l'occasione di allargarsi sia come struttura che come settore, svolgendo anche lavori di carpenteria per le ferrovie dello Stato. Raggiunse un picco di fatturato nel 1929 con la cifra di 491.233 lire. Il capitale sociale fu portato a 45.750 lire.

### La crisi e la prima svolta
All'inizio degli anni trenta la notizia e l'evento dominanti riguardano la depressione economica americana, che viene esportata anche in Europa.
Nonostante la crisi, il 25 marzo 1930, in occasione dell'annuale assemblea dei soci, fu deciso
di donare alla Cnas (Cassa nazionale assicurazioni sociali), madre dell'attuale
Inps, la somma di un milione, con l'obiettivo
di concorrere alla spesa per costruire un sanatorio
sui colli di Montecatone che verrà poi inaugurato nell'Ottobre del 1936.
L'ostilità fascista, la crisi economica generale, e il fallimento di alcuni clienti misero l'azienda in gravi difficoltà. Nel 1932 il fatturato era diminuito del 37% rispetto a tre anni prima. Bisognava tentare altre strade. La prima svolta ci fu quando un esportatore di agrumi segnalò alla direzione alcune problematiche di produttività legate ad una macchina spagnola per la pulizia e la selezione di arance in Sicilia. La SACMI studiò il problema e cominciò a costruire alcuni prototipi: i risultati furono ottimi. Nel 1936 il fatturato raggiunse 857.819 lire con capitale sociale di lire 90.500.
|  |

Si cominciano a costruire anche macchine impastatrici per l'industria alimentare e chimica, l'organico sale a 40 unità e il fatturato raggiunge la cifra di 1.336.267 lire nel 1938.

### Gli anni della guerra
Con l'inizio della guerra anche alla SACMI vengono commissionate richieste per la produzione di materiale bellico. Si rende necessario imparare a produrre nel rispetto di precise tolleranze e norme di collaudo che fino ad allora non erano mai state applicate per le produzioni tradizionali. Sorse il problema di estendere le conoscenze di disegno meccanico agli operatori delle macchine utensili, di produrre pezzi fra di loro uguali, di diffondere in tutta l'officina un nuovo modo di produrre più avanzato che sarebbe poi servito in seguito. Nel 1940 in SACMI sono presenti 66 dipendenti e il 1942 registra un fatturato di lire 2.703.709 con un capitale sociale di lire 110.150. Il conflitto si accentuò in modo drammatico nel 1944. La vicinanza al fronte, i bombardamenti, il comando tedesco insediato a Imola costrinsero lo smantellamento dell'officina. Vennero nascoste tutte le macchine nei fienili e nelle cascine delle campagne imolesi, riuscendo in questo modo a salvare quasi tutto. Fino alla Liberazione, il 14 aprile del 1945, tutto il personale rimase disoccupato.

### Presse e Tappi a Corona
Le fabbriche e i servizi di pubblica utilità della zona nord della città avevano subito negli ultimi mesi di guerra danni molto gravi. In particolare la Cooperativa Ceramica di Imola era stata bombardata pesantemente. I ceramisti cercarono di rimettere in funzione le macchine.
Interessava soprattutto riattivare le presse, la cui messa in opera era affidata ad un'impresa di Forlì. Ma l'arrivo dei meccanici di Forlì subiva continuamente dei ritardi e c'era urgenza di cominciare a produrre. Fu così che la Cooperativa Ceramica pensò alla Cooperativa Meccanici. La Sacmi studiò un nuovo progetto di macchina, riuscendo a realizzare un prototipo di pressa a frizione con comandi manuali. Il 5 ottobre 1948 la SACMI acquista in viale De Amicis a Imola un appezzamento di terreno di 4 400 m², sul quale verranno edificate la nuova sede e l'officina dell'azienda.
|  |

Il fatturato raggiunge lire 62 milioni, ma l'utile netto è esiguo (appena lire 31.850). Il capitale sociale è di lire 1.681.000. I soci arrivano a quota 32 e i dipendenti sono 52.
Nel 1949 un costruttore bolognese di tappi a corona si rivolge alla Sacmi per proporgli lo studio di un progetto e l'eventuale costruzione di una pressa semiautomatica multipunzoni che potesse sfruttare integralmente i fogli di lamiera che esistevano sul mercato. Presse ad alta produttività esistevano solo negli USA, dove è nato il tappo a corona, ma dove venivano impiegati fogli di lamiera con un costo proibitivo per il mercato italiano ed europeo. Nel 1951 viene realizzato il 1° prototipo della pressa a 15 punzoni con la produzione oraria di 85.000 tappi. Si comincia a sentire la necessità di personale specializzato. È nel 1954 che vengono assunti i primi due tecnici diplomati.
Nel 1958 la costruzione di presse tocca la percentuale del 68% della produzione totale. Le altre produzioni danno i seguenti apporti: macchine per agrumi 13%, macchine per tappi a corona 12%, riparazioni e macchine varie 7%.

### La SACMI si espande
Nel 1960 viene deciso rafforzare l'organizzazione commerciale, cercando a Milano un ufficio commerciale per l'estero e cominciando ad estendere negli altri paesi la rete dei rappresentanti Sacmi. Si acquistano nuove macchine, si migliorano gli impianti e le esportazioni salgono al 43% della produzione. Alla fine del 1960 venne realizzata una pressa per piastrelle da 220 tonnellate, presentata alla Fiera di Milano nell'aprile 1961.
Essa permetteva la pressatura contemporanea di quattro piastrelle 15 × 15. Se ne produssero oltre duemila esemplari. Nel febbraio del 1963 la Sacmi acquista a Imola, in via Provinciale Selice, un lotto di terreno dove sorgerà la nuova ed attuale sede che sarà ultimata verso la fine del gennaio 1967. Sempre nel 1963 la Sacmi delibera la partecipazione alla Miglioli S.p.A. che successivamente acquista completamente con il nome di Sacmi Sassuolo ora Sacmi Molds & Dies. Nel 1965 viene approvata la decisione di costituire la Sacmi Impianti con sede operativa a Milano, società tecnico-commerciale di impiantistica ceramica per l'acquisto e la vendita di macchine ed impianti. Nel 1973 viene attrezzato il reparto sperimentale e potenziato il laboratorio ceramico, mentre nel 1975 viene installato in azienda il primo centro di elaborazione dati.

### Ai giorni nostri
Entrano a far parte del Gruppo Sacmi varie società Italiane ed estere come Sacmi Deutschland, Sacmi Portuguesa, Sacmi Singapore, Sacmi Mexico e nel 1985 Sacmi Forni in Italia per la produzione di forni ed essiccatoi per l'industria ceramica.
Nel 1989 viene inaugurato nella casa madre a Imola il Centro Ricerche e Sviluppo al cui interno trovano posto laboratori fisici, chimici, e tecnologici, reparti sperimentali per il collaudo dei prototipi e un impianto pilota specifico per la ceramica.
A partire dai primi anni '90 cominciano gli studi per la produzione di una macchina (CCM - Continuous Compression Moulding) molto innovativa nel settore dello stampaggio degli articoli di plastica che fino a quel momento venivano ottenuti esclusivamente mediante stampaggio ad iniezione.
Nel 2002 è stato inaugurato il nuovo Centro Ricerche Avanzate, indirizzato allo sviluppo di sistemi di controllo di processo, quali i sistemi di visione artificiale ed i sistemi olfattivi elettronici.
L'anno successivo Sacmi ha acquisito una quota del 30% della Riedhammer GmbH di Norimberga. L'azienda sviluppa, distribuisce e produce forni ad alta temperatura per il settore industriale, come l'industria della ceramica ed è anche attiva nello sviluppo di tecnologie per la produzione di vetro espanso e impianti completi di riciclaggio per batterie agli ioni di litio. Nel 2004, il Gruppo Sacmi ha aumentato la sua partecipazione in Riedhammer al 90%.